# Osciladores acoplados
Un sistema de osciladores acoplados es aquel que consta de muchos osciladores individuales interconectados entre sí.
El modelo de osciladores acoplados se puede aplicar tanto a sistemas mecánicos como a modelos atómicos de sólidos.
Así como cada sistema oscilatorio tiene asociada una frecuencia característica de oscilación; un sistema con múltiples osciladores acoplados tiene asociado un conjunto de modos de oscilación, también llamados modos normales, con frecuencias características definidas.
El sistema más simple y básico es el modelado por dos resortes ideales y dos masas cuyo movimiento se encuentra restringido en una dimensión. El primer resorte se encuentra con un extremo fijo y el otro conectado a la primera masa, y el otro resorte que une el otro extremo de la primera masa con la segunda masa. Como se muestra en la figura.

Sea {\displaystyle k\,} la constante elástica de los resortes, y {\displaystyle m\,} la masa de cada cuerpo involucrado.
Se obtienen las ecuaciones:
{\displaystyle x_{1}=C_{1}cos(\omega _{1}t+\alpha _{1})+C_{2}cos(\omega _{2}t+\alpha _{2})\,}
{\displaystyle x_{2}={\frac {{\sqrt {5}}+1}{2}}C_{1}cos(\omega _{1}t+\alpha _{1})-{\frac {{\sqrt {5}}-1}{2}}C_{2}cos(\omega _{2}t+\alpha _{2})\,}
Donde las constantes {\displaystyle C_{1}\,} y {\displaystyle C_{2}\,} dependen de los parámetros mencionados {\displaystyle k\,} y {\displaystyle m\,}.
- Datos: Q6054040